# Cyrtandra kahanaensis
Cyrtandra kahanaensis là một loài thực vật có hoa trong họ Tai voi. Loài này được H.St.John & Storey mô tả khoa học đầu tiên năm 1950.